# Social Quicksands
Social Quicksands er en amerikansk stumfilm fra 1918 af Charles Brabin.

## Medvirkende
- Francis X. Bushman - Warren Dexter
- Beverly Bayne - Phyllis Lane
- Mabel Frenyear - Mollie
- Leslie Stowe - Dudley
- William Dunn - Jim